# Royal Phnom Penh Airways

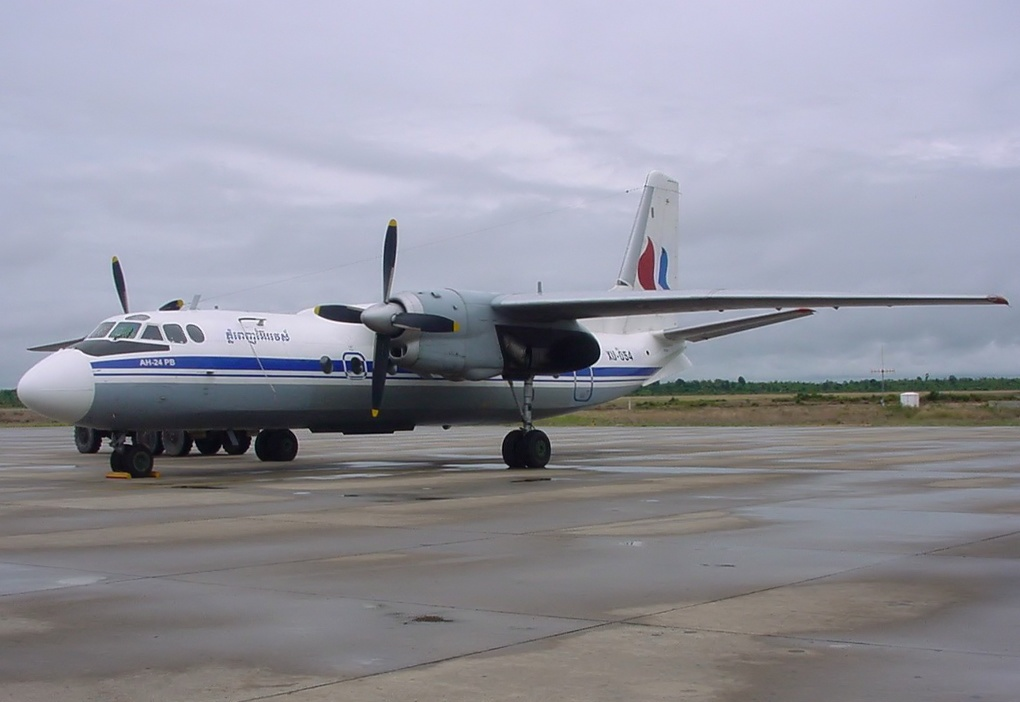
Royal Phnom Penh Airways

Royal Phnom Penh Airways was een luchtvaartmaatschappij, gevestigd in Phnom Penh Cambodja.
De maatschappij is opgericht op 21 oktober 1999 door Zijne Koninklijke Hoogheid Sdech Krom Khun Norodom Chakrapong. Het was een commerciële maatschappij die in 2004 opgeheven is.
De maatschappij vloog met de volgende toestellen:
- 3 Y7-100C

De maatschappij opereerde vanuit Pochentong-airport naar bestemmingen in Cambodja, Thailand en Laos.

## Codes
- IATA Code: RL